# Colpotrochia orinella
Colpotrochia orinella là một loài tò vò trong họ Ichneumonidae.